# Ветин
Ветин (њем. Wettin) град је у њемачкој савезној држави Саксонија-Анхалт. Једно је од 29 општинских средишта округа Зале. Према процјени из 2010. у граду је живјело 2.398 становника. Посједује регионалну шифру (AGS) 15088380.

## Географски и демографски подаци
Ветин се налази у савезној држави Саксонија-Анхалт у округу Зале. Град се налази на надморској висини од 73 метра. Површина општине износи 27,2 km². У самом граду је, према процјени из 2010. године, живјело 2.398 становника. Просјечна густина становништва износи 88 становника/km².

## Међународна сарадња
| Мјесто | Држава   | Врста сарадње | Од    |
| ------ | -------- | ------------- | ----- |
| Гминд  | Аустрија | контакт       | 2000. |
| Извор  |          |               |       |